# Der Pfandleiher
Der Pfandleiher (Originaltitel The Pawnbroker) ist ein US-amerikanisches Filmdrama von Sidney Lumet aus dem Jahr 1964, dessen Synchronfassung erstmals 1967 in deutschen Kinos gezeigt wurde. Der Film entstand nach einem Roman von Edward Lewis Wallant, erstmals veröffentlicht 1961 in New York. Rod Steiger spielt den Juden Sol Nazerman, der das KZ überlebte, aber innerlich zerbrochen ist und mit seinen Erinnerungen weiterleben muss. Geraldine Fitzgerald und Brock Peters sind in tragenden Rollen besetzt.

## Handlung
Sol (Solomon) Nazerman ist Pfandleiher in Spanish Harlem. Als jüdischer Deutscher und KZ-Überlebender emigrierte er nach dem Zweiten Weltkrieg in die USA. Doch die traumatisch verdrängten Erlebnisse verfolgen ihn: die Verschleppung seiner Familie, die Ermordung seiner Kinder und die Vergewaltigung seiner Frau Ruth durch Nazi-Offiziere – alles musste er hilflos mit ansehen. Einst lebte er sein Leben, jetzt erträgt er es nur noch. Nazerman versucht, seine zerrüttete Psyche durch äußere Härte und Verschlossenheit zu schützen. Die einzigen, die zeitweise näher zu dem innerlich gebrochenen Mann vordringen können, sind sein Mitarbeiter Jesus Ortiz und die Sozialarbeiterin Marilyn Birchfield.
Als Nazerman erkennen muss, dass sein Kunde Rodriguez sein Geld mit Prostitution verdient, kommen seine Erinnerungen aus der Vergangenheit wieder hoch. Mit schmutzigen Geschäften will er nichts zu tun haben. Ortiz versucht, ihn aufzumuntern und ihm begreiflich zu machen, dass es noch mehr im Leben gibt als die deprimierende Umgebung, in der sie leben. Der alte Mann ist jedoch nicht zu überzeugen. Er reagiert abweisend und verletzend. Ortiz ist enttäuscht und organisiert einen Überfall auf Nazermans Geschäft. Als es bei dem Überfall plötzlich zum Einsatz von Schusswaffen kommt, sieht sich Nazerman erneut dem Tod gegenüber. Diesmal aber will er kein Opfer mehr sein und weigert sich trotzig, den Räubern sein Geld zu geben, wohl wissend, dass dies seinen Tod bedeuten kann. Ortiz besinnt sich daraufhin eines Besseren, schützt Nazerman und wird statt seiner erschossen. Die Räuber flüchten, und der junge Mann stirbt in den Armen des alten Mannes, der fassungslos einen stummen Schmerzensschrei ausstößt. Nazerman verlässt sein Geschäft und wandert durch die Straßen New Yorks.

## Produktionsnotizen

### Dreharbeiten
Die Dreharbeiten des Films erstreckten sich über den Zeitraum Oktober bis Dezember 1963. Gedreht wurde in der 185 N Marginal Road in Jericho (New York), im Apartmentkomplex Lincoln Towers, im New Yorker Stadtbezirk Manhattan Lincoln Square, im Lincoln Center für the Performing Arts in der Columbus Avenue in Manhattan, in der Hoyt-Schermerhorn Street, Subway Station, in Brooklyn, in Connecticut, im Harlem Art Park in der E 120th Street in Harlem, in der 116th Street in Manhattan, in Long Island, in der N Marginal Road & Route 106 in Jericho (New York), in New York City sowie in der Park Avenue in Manhattan.
Der später weltberühmte Schauspieler Morgan Freeman feierte in dem Film seine Leinwandpremiere. Er war als Mann auf der Straße zu sehen, wurde jedoch im Abspann nicht genannt.

### Hintergrund
Der Pfandleiher war einer der ersten amerikanischen Filme, die sich nach den Ereignissen mit dem Holocaust aus der Sicht eines Überlebenden befassten. Der Film ist stark von der französischen Neuen Welle der frühen sechziger Jahre beeinflusst, insbesondere von der Verwendung schneller Rückblenden, um Sols persönliche Tragödie aufzudecken. Für Rod Steiger bedeutete der Film internationale Anerkennung und eine Karriere als Top-Schauspieler in großen Filmen. Für seine Rolle in diesem Film gab er sich mit 50.000 US-Dollar Gage zufrieden, weil er Sidney Lumet vertraute, mit dem er nicht das erste Mal zusammenarbeitete. Steiger war zur Zeit des Drehs knapp 40 Jahre alt, vertiefte sich aber so sehr in den von ihm zu spielenden Charakter, dass es kaum zu glauben ist, dass er kein 60-jähriger Mann ist. Steiger äußerte später, dass er denke, dass seine beste Arbeit die im Pfandleiher gewesen sei.

### Schwierigkeiten
Der Film hatte Schwierigkeiten einen großen US-amerikanischen Verleiher zu finden, da das Thema düster und herausfordernd war. Auch in England hatte der Produzent Ely A. Landau Schwierigkeiten, den Film zu vermitteln. In mehreren Gemeinden sorgte der Film für erhebliche Kontroversen. Einige jüdische Organisationen riefen zu einem Boykott des Films auf, weil sie die Darstellung des jüdischen Pfandleihers als antisemitisch empfanden. Gruppen von dunkelhäutigen Menschen wiederum warfen dem Film vor, Rassenstereotype im Armenviertel zu fördern, in der jeder Zuhälter, Prostituierter oder Drogenabhängiger zu sein scheine. Auch die Szene, in der die von Thelma Oliver gespielte Freundin von Ortiz ihre Brüste entblößt, führte zu Einwänden. Es war der erste amerikanische Film, der nackte Brüste zeigte und dennoch die Genehmigung der MPPDA für den Production Code erhielt. In der Bundesrepublik Deutschland übernahm die Nora-Filmverleih GmbH & Co KG, München, den Verleih, des von der Filmbewertungsstelle mit dem Prädikat „Besonders wertvoll“ versehenen Films.

### Hoffnungen
Bei dem für viele Auszeichnungen nominierten Film war sich Rod Steiger ziemlich sicher, dass er den Oscar, für den er in der Kategorie „Bester Hauptdarsteller“ nominiert war, bekommen werde. Als er bei der Oscarverleihung statt seines Namens den von Lee Marvin (ausgezeichnet für die Westernkomödie Cat Ballou – Hängen sollst du in Wyoming) hörte, war er einigermaßen geschockt. Er habe diesen Moment nie vergessen, wurde er von Tom Hutchinson in dessen Biografie „Rod Steiger: Memoirs of a Friendship“ zitiert.
Sean Axmaker verwies bei Turner Classic Movies darauf, Steiger sei in seiner Rolle weitaus mächtiger und nuancierter als in seiner Rolle in dem Film In der Hitze der Nacht, für die er seinen ersten Oscar bekommen habe.
Die Evangelische Filmgilde empfahl den Film im November 1967 als „Besten Film des Monats“ und schrieb: „Mit seinem achten Spielfilm, der über drei Jahre nach seiner Entstehung endlich auch in die Bundesrepublik kommt, hat der Regisseur der Zwölf Geschworenen einen ernstzunehmenden Beitrag zu dem noch immer schwelenden Fragenkomplex Schuld und Vergangenheit geliefert. Lumets unausgesprochene Schlußfolgerung, daß niemand – wie auch immer seine Vergangenheit aussah – sich den Anforderungen der Gegenwart zu entziehen vermag, weist in eine Zukunft, die von gegenseitigem Verstehen getragen wird“.

### Soundtrack
Der Soundtrack des Films stammt von Quincy Jones, dessen erster großer Filmauftrag dies war.
- Soul Bossa Nova von Quincy Jones, vorgetragen von Quincy Jones und seinem Orchester
- I Don’t Wanna Be a Loser von Ben Raleigh und Mark Barkan, Vortrag: Lesley Gore

## Rezeption

### Veröffentlichung, Auszeichnungen
Vor allem Hauptdarsteller Rod Steiger erhielt große Anerkennung für seine Darstellung des jüdischen Pfandleihers Sol Nazerman. Der Film wurde erstmals im Juni 1964 bei den Internationalen Filmfestspielen von Berlin gezeigt. Hier erhielt Steiger den Silbernen Bären. Sidney Lumet, der auch eine Nominierung für den Golden Bären erhalten hatte, wurde mit dem FIPRESCI-Preis geehrt. Bei den Bodil Awards war Lumet der Gewinner in der Kategorie „Bester außereuropäischer Film“. Sidney Lumet war außerdem bei den Directors Guild of America für den DGA Award in der Kategorie „Beste Spielfilmregie“ nominiert sowie bei den BAFTA Awards für den UN Award.
1966 wurde Rod Steiger für einen Golden Globe Award und einen Oscar nominiert. 1967 wurde der Schauspieler mit einem British Film Academy Award als bester ausländischer Darsteller ausgezeichnet. Steiger erhielt zudem eine Nominierung bei den Laurel Awards und eine Nominierung bei den New York Film Critics Circle Awards in der Kategorie „Bester Schauspieler“. Von den Filmkritikern der New York Times wurde der Film 1965 zu einem der zehn besten Filme des Jahres gewählt.
Morton S. Fine und David Friedkin wurden bei den Writers Guild of America in der Kategorie „Bestes Drehbuch für ein Filmdrama“ mit dem WGA Award ausgezeichnet. Die filmgeschichtliche Bedeutung dieses Films wurde im Jahr 2008 durch dessen Aufnahme in das National Film Registry gewürdigt.
Den Weg in die deutschen Kinos fand der Film am 10. November 1967. Am 2. Januar 2003 lief er erneut in Deutschland an. In den USA startete der Film am 20. April 1965. Im darauffolgenden Jahr kam er in Dänemark, Schweden und im Vereinigten Königreich (London) in die Kinos, 1967 in Italien, Irland, Argentinien und Mexiko. In Frankreich und Japan wurde der Film erstmals 1968 gezeigt, in Finnland 1969. 1999 wurde der Film auf dem San Jose Film Festival (Rod Steiger Tribute) gezeigt. Am 3. Juni 2014 war er einer der Beiträge auf dem Seattle International Film Festival. In Griechenland wurde er 2016 veröffentlicht. Vorgestellt wurde er auch in Brasilien, Kanada, Chile, Ungarn, Norwegen, Polen, Portugal, Rumänien, in der Sowjetunion, in Spanien, in der Türkei und im damaligen Jugoslawien. Das ZDF strahlte den für den deutschen Kinoverleih gekürzten Film am 30. Juli 1995 erstmals in der Originallänge aus.
Der Film erschien 2008 mit einer deutschen Tonspur auf DVD.

### Kritik
Coronet Magazine schrieb, Der Pfandleiher sei zweifellos einer der schönsten Filme seit vielen Jahren. Cosmopolitan sprach von einem der auffälligsten Filme unserer Zeit! Das Time Magazine meinte, der Film sei voller emotionaler Schocks, er brenne sich in den Kopf ein. Für das Life Magazine handelt es sich um einen schockierend guten Film, hervorragend gelenkt und makellos gespielt.
Cinema beschrieb die Filmhandlung mit dem Wort: „Erschütternd“.
Kino.de verwies darauf, dass dies einer der ersten Filme gewesen sei, der sich mit Überlebenden der Konzentrationslager beschäftigt und versucht habe, das Seelenleben eines Holocaust-Opfers verständlich zu machen und sprach von einem „brillanten Psychodrama“: „Ein brillanter Rod Steiger in der Hauptrolle agiert mit tiefer Resignation und sichtbarem Schmerz. Kameramann Boris Kaufmann, Bruder von Dziga Vertov, setzte mit der Handkamera ein schmutzig-ödes New York in Szene.“
Dan Jardine von AllMovie schrieb, dies sei ein kraftvoller, düsterer Film, der sich durch eine großartige Leistung von Rod Steiger in der Titelrolle und die straffe Regie von Sidney Lumet auszeichne. Lumet, der sich in New York auskenne, verleihe dem Film mit der Verwendung der französischen New-Wave-Technik eine Lebendigkeit und Dringlichkeit, die die Geschichte ergänzen würde. The Pawnbroker sei einer der ersten Hollywood-Filme, die die psychologischen Parallelen zu den gegenwärtigen Bedingungen des New Yorker Ghettolebens gezogen hätten. Die Schwarzweiß-Fotografie von Boris Kaufman steigere die düstere Stimmung wirkungsvoll, während die Musik und die unheimliche Beleuchtung angemessene emotionale Interpunktionszeichen für ein intensives und intelligentes Studium der emotionalen Entfremdung eines Mannes böten.
Jeffrey Kaufman von Blu-ray.com meinte, mit dem Film The Pawnbroker sei eine drückende, fast erstickende Filmerfahrung verbunden, die praktisch aus erster Hand erzähle, was die Schrecken des Holocaust bei einem Menschen angerichtet hätten. Dies sei kein leicht anzuschauender Film, zeige aber die verheerenden Auswirkungen dessen, was mit Menschen geschehe, die Unmenschliches haben ertragen müssen und verzweifelt versuchten, ihren Erinnerungen auszuweichen, um sich umso mehr von ihnen gefangen zu fühlen. Steiger sei noch nie besser gewesen. Der Film habe ein düsteres, schmutziges Ambiente, das das Manhattan dieser Zeit in all seiner schäbigen Pracht perfekt einfange.
Auch Roberto Dzugan von Critic.de war der Ansicht, Lumets Film sei „einer der ganz wenigen Filme (und wahrscheinlich der erste überhaupt), der mittels einer komplexen und doch zugleich einfachen filmischen Gestaltung versuch[e], das Seelenleben eines Holocaust-Überlebenden verständlich zu machen“. Ein „brillanter Rod Steiger“ spiele den Juden Nazerman mit „grober Gleichgültigkeit und tiefer Resignation: ein traumatisierter Mann, der mit dem Schmerz der Vergangenheit und ohne jede Zukunft leb[e], einer, der sich vollständig gegen seine Umwelt abgeschirmt“ habe.
Derek Winnert sprach von einem brillanten, herausfordernden, ehrlichen Film, der von Lumet mit großer Emotion und Gefühl inszeniert worden sei. Der Regisseur ermutige nicht nur die gesamte Besetzung, er hole auch das Beste aus den Außenaufnahmen vor Ort in New York heraus. Bemerkenswert sei auch das von Friedkin und Fine verfasste Drehbuch, das stark und sparsam sei, sowie Kaufmans scharfe Schwarzweiß-Kamera, der gestochen scharfe Schnitt und die Jazz-Partitur von Quincy Jones. Dies sei Steigers große Show und zusammen mit der Literaturverfilmung In der Hitze der Nacht Steigers beste Zeit im Film.
Gary Tooze von DVD Beaver sprach von einer atemberaubenden Leistung Rod Steigers in dieser kraftvollen Geschichte der Hoffnung, die von Sidney Lumet mit viel Einfühlungsvermögen umgesetzt worden sei.
Auf der Seite DVDClassik.com heißt es, die Geschichte konzentriere sich ausschließlich darauf, wie der Überlebende sein ganzes Leben darauf konditioniert sehe, mit dem Schrecken dessen, was er erlebt hat, zu kämpfen. Der Pfandleiher sei ein spannender Film, der eine rein filmische Sprache aktualisiere, indem er zeige, mit welchen Schwierigkeiten die Menschen, die die Schrecken der Konzentrationslager überlebten, zu kämpfen hätten. Darüber hinaus erinnere Sidney Lumet an den Rassismus und die Ghettoisierung der amerikanischen Gesellschaft. Schwarze, Puerto Ricaner, Juden … sie alle seien gewissermaßen gefangen in einem Ghetto. Lumet vergleiche Amerika nicht mit Nazi-Deutschland, er zeige einfach, dass die Versuchung den Menschen zu demütigen, zu spalten und zu zerbrechen, in allen Gesellschaften vorhanden sei.
Justin Remer von DVDtalk meinte, die Herausgabe des Films auf DVD sei ein perfekter Zeitpunkt, um sich mit diesem vergessenen Klassiker vertraut zu machen (oder ihn erneut kennenzulernen), denn der Film sei wärmstens zu empfehlen.

„Das psychologische Drama über Mitschuld und Läuterung gewinnt durch seine eindringliche Gestaltung hohe formale und humane Qualitäten.“

„(…) ein sehr menschlicher Film, dessen Stimmigkeit durch die Authentizität des Milieus gesteigert wird. (Wertung: 3½ von 4 möglichen Sternen – außergewöhnlich)“

„Thematisch hervorragender Film, der trotz bedenklicher Gleichsetzung von Heute und Gestern und einer etwas übertriebenen Symbolik dank der großartigen Darstellung Rod Steigers zu einem erschütternden Erlebnis wird, auch wenn Pathos und Sentimentalität seine Wirkung beeinträchtigen. Sehenswert ab 16.“